# Madeleine DeMille
Pour les articles homonymes, voir DeMille.
Madeleine DeMille (ou de Mille) est une auteure, illustratrice et coloriste franco-belge de bande dessinée, surtout connue pour avoir été coloriste de Blake et Mortimer de 1996 à 2017.

## Biographie
Elle commence sa carrière en bande dessinée vers 1976, dans la section bande dessinée du journal Libération, sous le nom de Tartine ou Tina. Elle apparaît plus tard dans L'Écho des savanes sous le nom de M.D. DeMille, où elle publie des œuvres écrites, des dessins ou des recettes culinaires. Un recueil de ses recettes culinaires de L'Écho intitulé À la frite sauvage est publié en collaboration avec un collectif d'auteurs en 2009. Elle scénarise en 1985 La Peau du léopard avec Ted Benoit, puis en 1988 Manoir avec Serge Clerc. Diplômée des Beaux-Arts de Paris, elle décide d'effectuer les couleurs de plusieurs bandes dessinées, dont la plupart des derniers Blake et Mortimer. Entre-temps, elle œuvre aussi sur ses propres projets, comme Les Cats Furax et Les locataires du dessus-dessous.

## Principales œuvres

### En tant que scénariste
- La Peau du léopard, avec Ted Benoit, L'Écho des Savanes, mai 1985, 91 p.,  (ISBN 978-2226022226) ;
- Manoir, avec Serge Clerc, L'Écho des Savanes, 1988, 104 p.,  (ISBN 978-2226034083) ;
- Le Bobtail, Éditions De Vecchi, Nîmes, juillet 1997,  (ISBN 978-2732822228).

### En tant que coloriste
- L'Affaire Francis Blake, Jean Van Hamme et Ted Benoit, Éditions Blake et Mortimer, Bruxelles, 21 septembre 1996, 66 pages,  (ISBN 2-87097-043-9) ;
- L'Étrange Rendez-vous, Jean Van Hamme et Ted Benoit, Éditions Blake et Mortimer, Bruxelles, 29 septembre 2001, 64 pages,  (ISBN 2-87097-059-5) ;
- Les Sarcophages du 6e continent, Tome I, Yves Sente et André Juillard, Éditions Blake et Mortimer, Bruxelles, 15 novembre 2003, 52 pages,  (ISBN 9781849180672) ;
- Les Sarcophages du 6e continent, Tome II, Yves Sente et André Juillard, Éditions Blake et Mortimer, Bruxelles, 30 octobre 2004, 56 pages,  (ISBN 2870971818) ;
- Le Sanctuaire du Gondwana, Yves Sente et André Juillard, Éditions Blake et Mortimer, Bruxelles, 28 mars 2008, 54 pages,  (ISBN 978-2-8709-7087-4) ;
- Le Serment des cinq Lords, Yves Sente et André Juillard, Éditions Blake et Mortimer, Bruxelles, 16 novembre 2012, 62 pages, (ISBN 978-2-8709-7164-2) ;
- Le Bâton de Plutarque, Yves Sente et André Juillard, Éditions Blake et Mortimer, Bruxelles, 5 décembre 2014, 62 pages,  (ISBN 978-2-8709-7193-2) ;
- Le Testament de William S., Yves Sente et André Juillard, Éditions Blake et Mortimer, Bruxelles, 25 novembre 2016, 62 pages,  (ISBN 978-2-8709-7242-7).

### Études
- Voice over IP technology, Hungry Minds, Washington, mai 2002,  (ISBN 978-0764549076).